# Polikormon

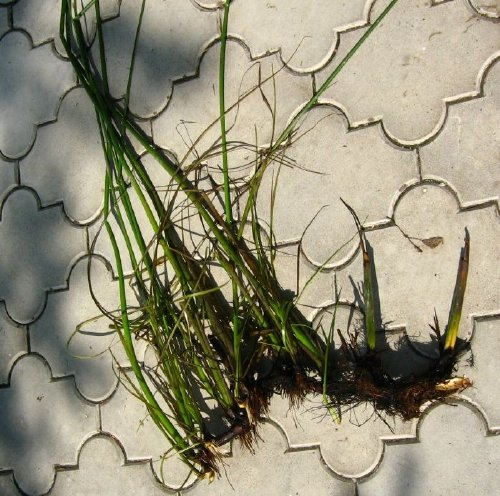
U ciborowatych, takich jak oczeret jeziorny, ramety polikormonu często wyrastają w rzędzie z kłącza

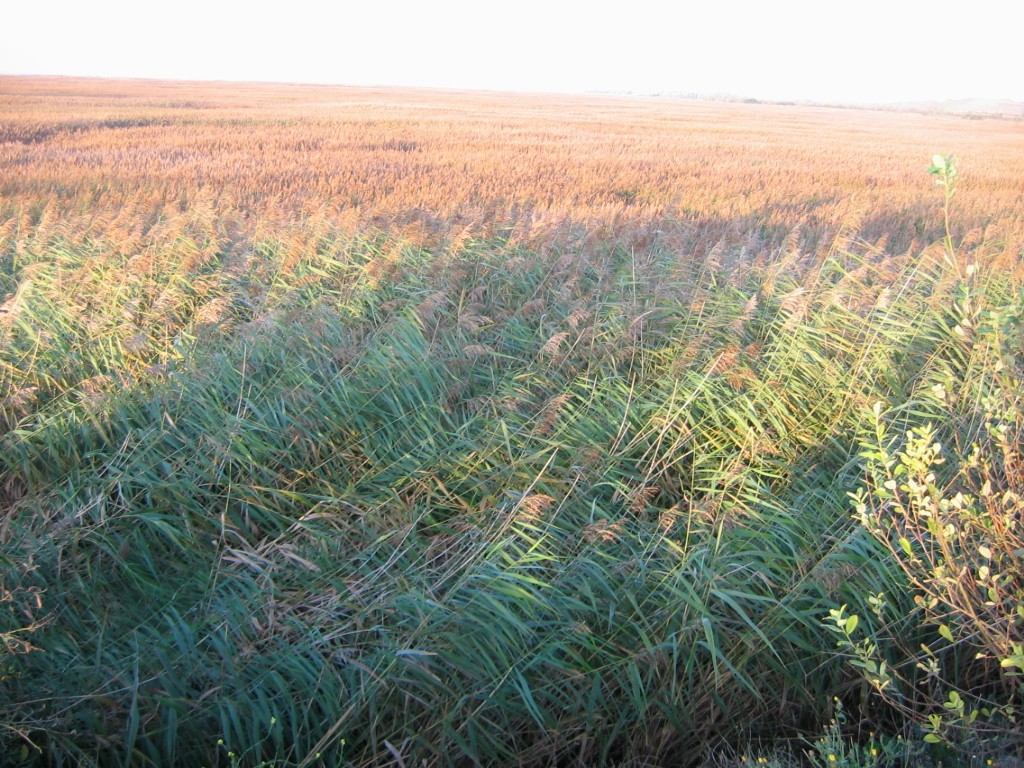
Płaty szuwaru trzcinowego, podobnie jak niemal wszystkich jednogatunkowych szuwarów mogą być jednym polikormonem

Polikormon – struktura roślinna składająca się z wielu osobników strukturalnych (ramet), które są połączone żywymi stolonami (rozłogami lub kłączami). Polikormon powstaje z jednego organizmu macierzystego. Od macierzystego osobnika strukturalnego odrastają kolejne potomne osobniki strukturalne pozostające z nim w związku, tworząc modularnego osobnika genetycznego (genet). Struktura polikormonu może być skomplikowana, a on może zajmować znaczne powierzchnie. Ponieważ kolejne ramety powstają przez odpączkowywanie, wszystkie są identyczne genetycznie (z wyjątkiem lokalnych mutacji somatycznych). Poszczególne ramety są wyposażone we własny pęd i korzenie, w związku z czym nawet po przerwaniu łączności z organizmem macierzystym (po obumarciu lub mechanicznym uszkodzeniu rozłogów) mogą się rozwijać, tworząc nowe polikormony. Wszystkie takie osobniki strukturalne pochodzące od jednej zygoty, niezależnie od tego, czy zachowują połączenie z organizmem macierzystym, pozostają jednym osobnikiem genetycznym (klonem). Struktura polikormonu może być różna – poszczególne osobniki strukturalne mogą rosnąć dość luźno, a ich źdźbła czy rozety być połączone długimi rozłogami albo mogą tworzyć wielopędowe zbite kępy.
Polikormonalne struktury wieloosobnicze tworzy wiele gatunków roślin. Powszechne jest to u traw i turzycowatych, u wielu hydrofitów, u roślin runa (np. gajowiec żółty, szczyr trwały, widłak jałowcowaty), zdarza się też u roślin krzewiastych i drzewiastych (lilak pospolity, róża). Zdarza się, że jednym polikormonem jest niemal cała jednogatunkowa agregacja roślinna. Znane są polikormony topoli osikowej (Populus tremuloides) liczące dziesiątki tysięcy ramet (pni) zajmujących do 80 hektarów powierzchni, osiągających łączną masę 6,5 tys. ton i żyjących wiele tysięcy lat (istnieją nawet sugestie o milionie lat lub więcej). 
Wzrost polikormonu zwykle na początku ma charakter geometryczny, po czym zwalnia, zgodnie z krzywą logistyczną, przy czym okres stabilizacji wzrostu ma z reguły charakter fluktuacji. Spowolnienie rozrostu polikormonu następuje zwykle po kilku latach. Jest ono spowodowane ograniczającymi czynnikami środowiskowymi (np. konkurencją) i starzeniem się roślin. Początkowo liczba pędów odnawiających jest kilkakrotnie wyższa od liczby pędów dojrzałych, ale po kilku latach ich liczby wyrównują się. Obumieranie starzejących się kłączy prowadzi do rozpadu polikormonu na mniejsze jednostki.
Podobne struktury kolonijne tworzone przez zwierzęta nazywane są kormusami.